# Disophrys ornatipennis
Disophrys ornatipennis är en stekelart som beskrevs av Cameron 1905. Disophrys ornatipennis ingår i släktet Disophrys och familjen bracksteklar. Inga underarter finns listade i Catalogue of Life.